# Nasir Lall
Nasir Lall (ur. 3 marca 1972) – kanadyjski zapaśnik w stylu wolnym. Zajął 20. miejsce na mistrzostwach świata w 2001. Brązowy medal na mistrzostwach panamerykańskich w 2000 roku.